# Comuna Stambolovo, Haskovo
Obștina Stambolovo (județul Stambolovo) este un județ în regiunea Haskovo din Bulgaria.

## Demografie
Componența etnică a comunei Stambolovo
     Romi (7,98%)
     Turci (66,24%)
     Bulgari (22,24%)
     Nicio identificare (3,37%)
     Altele (0,15%)
La recensământul din 2011, populația comunei Stambolovo era de 5.934 locuitori. Din punct de vedere etnic, majoritatea locuitorilor (66,24%) erau turci, existând și minorități de bulgari (22,24%) și romi (7,98%). Pentru 3,37% din locuitori nu este cunoscută apartenența etnică.